# 小埃爾奇基
49°49′49″N 29°35′9″E / 49.83028°N 29.58583°E
小葉爾奇基（烏克蘭語：Малі Єрчики）是位於烏克蘭北部的村莊，由基辅州白采爾克瓦區的斯克維拉市鎮負責管轄。該村面積2.53平方公里，海拔高度212米，2001年人口466，人口密度每平方公里184.2人。